# Mischendorf
Mischendorf (ungarisch Pinkamiske, kroatisch Miška, Romani Mischka) ist eine Gemeinde mit 1466 Einwohnern (Stand 1. Jänner 2024) im Burgenland im Bezirk Oberwart in Österreich.

## Geografie
Die Gemeinde liegt im Südburgenland. Im Norden bildet die Pinka, die rund 270 Meter über dem Meer liegt, die Gemeindegrenze. Von dieser steigt das Land nach Südwesten auf 360 Meter an. Fast die Hälfte der Fläche wird landwirtschaftlich genutzt, knapp vierzig Prozent sind bewaldet.

### Gemeindegliederung
Das Gemeindegebiet umfasst folgende sechs Ortschaften (in Klammern Einwohnerzahl Stand 1. Jänner 2024):
- Großbachselten (100)
- Kleinbachselten (124)
- Kotezicken (251)
- Mischendorf (525)
- Neuhaus in der Wart (197)
- Rohrbach an der Teich (269)

| Deutscher Ortsname    | Ungarischer Ortsname | Kroatischer Ortsname | Roman Ortsname |
| --------------------- | -------------------- | -------------------- | -------------- |
| Großbachselten        | Nagykarasztos        | -                    | Bari Boslina   |
| Kleinbachselten       | Kiskarasztos         | -                    | Tikni Boslina  |
| Kotezicken            | Sárosszék            | -                    | -              |
| Mischendorf           | Pinkamiske           | Miška                | Mischka        |
| Neuhaus in der Wart   | Őridobra             | Dubrava              | Krobidoaf      |
| Rohrbach an der Teich | Jobbágyújfalu        | Lorbica              | Orbica         |

### Nachbargemeinden
| Rotenturm an der Pinka     | Jabing                                      | Großpetersdorf |
| Oberdorf                   | Kompassrose, die auf Nachbargemeinden zeigt | Badersdorf     |
| Olbendorf (Bezirk Güssing) | Neuberg, Güttenbach (Bezirk Güssing)        | Kohfidisch     |

## Geschichte
Der Ort gehörte wie das gesamte Burgenland bis 1920/21 zu Ungarn (Deutsch-Westungarn). Seit 1898 musste aufgrund der Magyarisierungspolitik der Regierung in Budapest der ungarische Ortsname Pinkamiske verwendet werden.
Nach Ende des Ersten Weltkriegs wurde nach zähen Verhandlungen Deutsch-Westungarn in den Verträgen von St. Germain und Trianon 1919 Österreich zugesprochen. Der Ort gehört seit 1921 zum neu gegründeten Bundesland Burgenland (siehe auch Geschichte des Burgenlandes).

## Kultur und Sehenswürdigkeiten

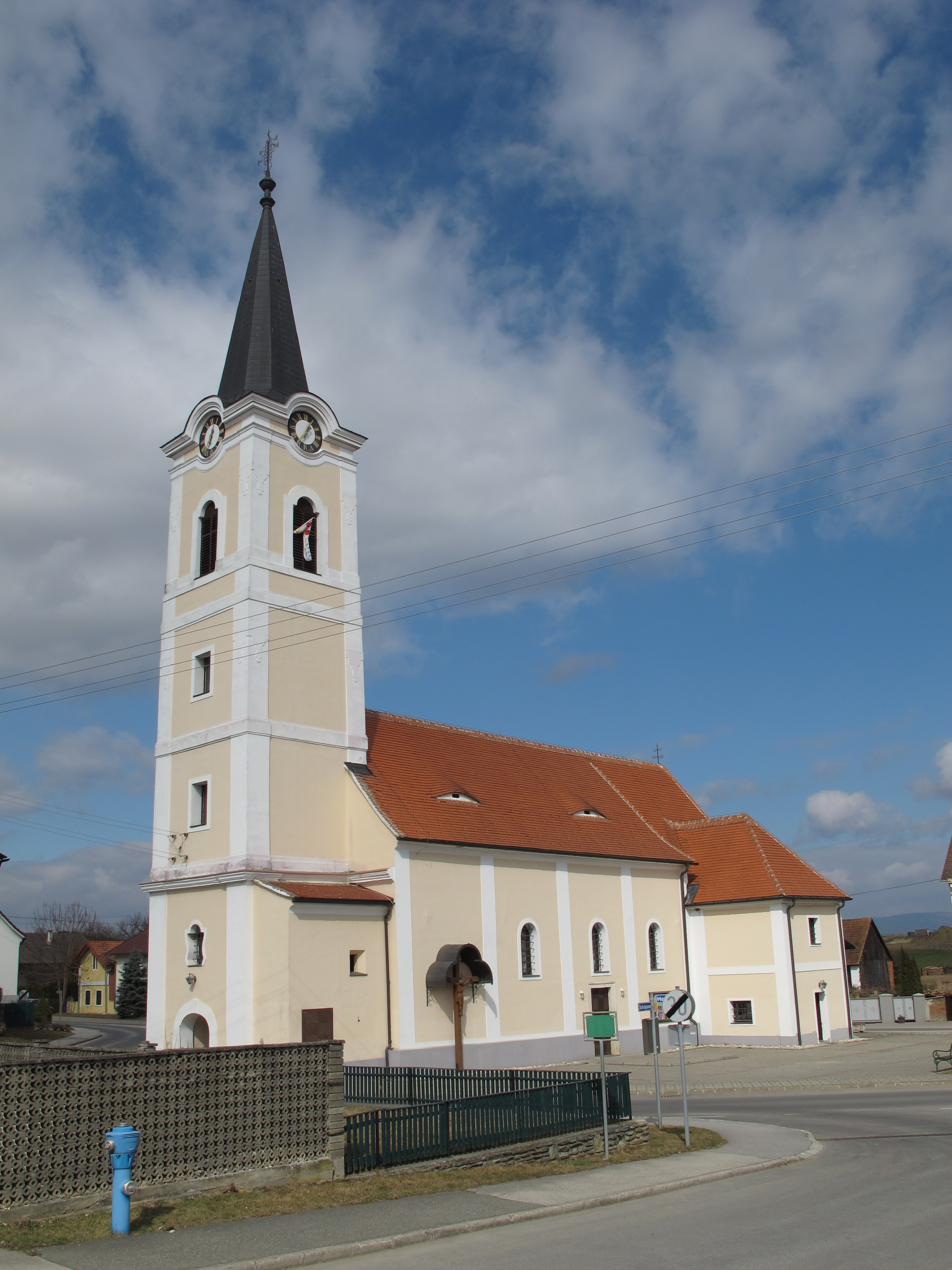
Pfarrkirche Mischendorf
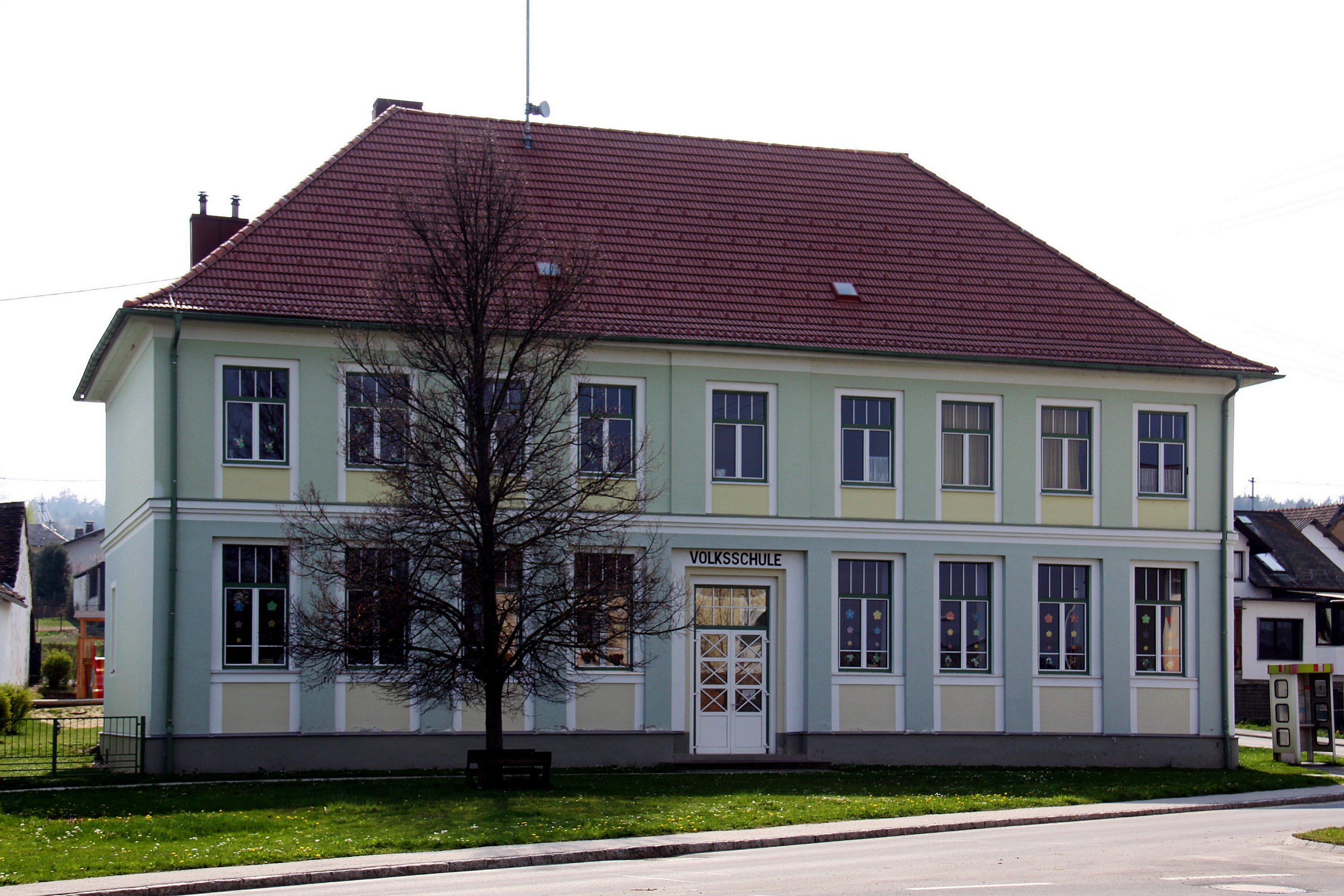
Volksschule Mischendorf
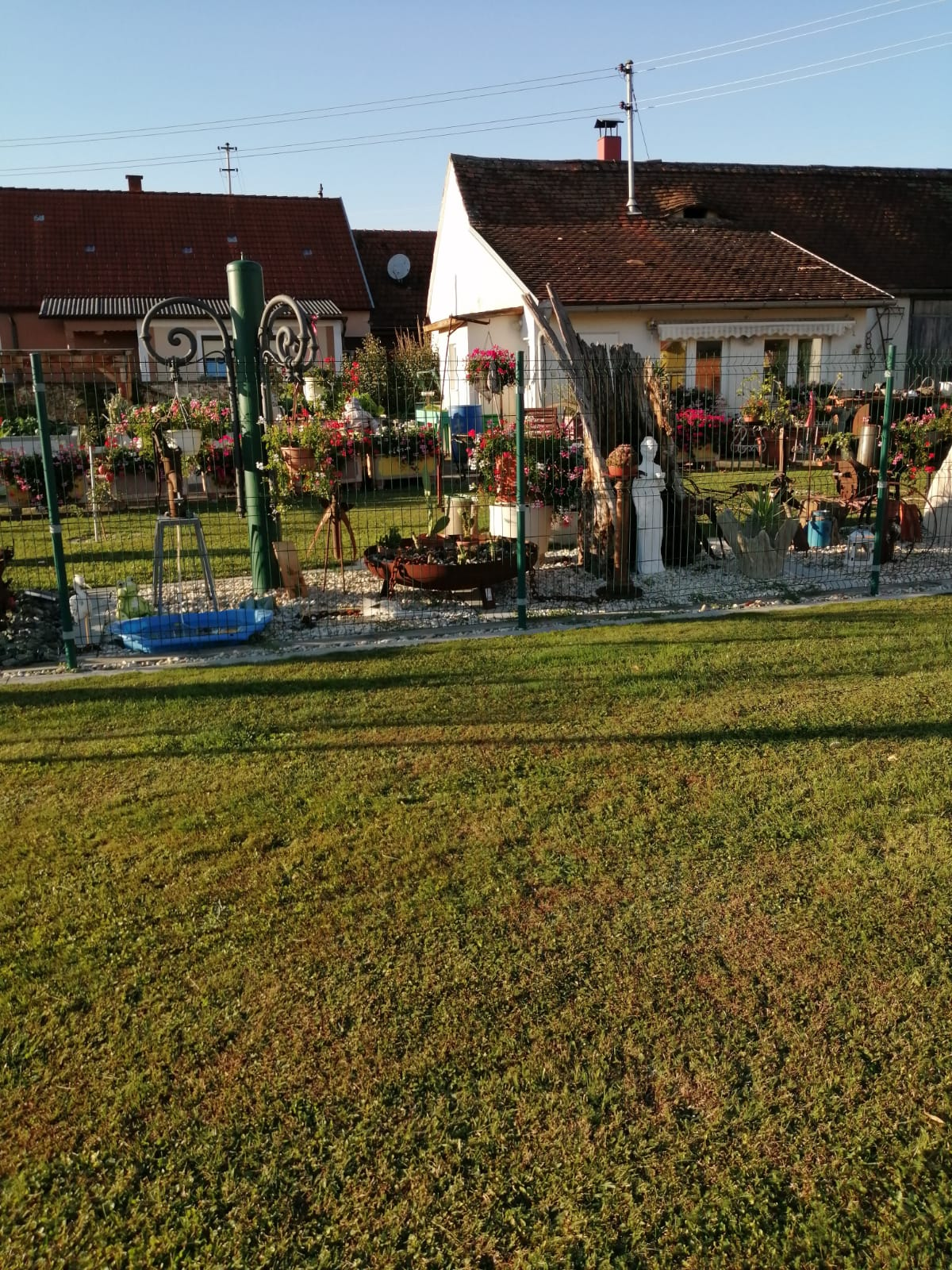
Ausstellung Mischendorf
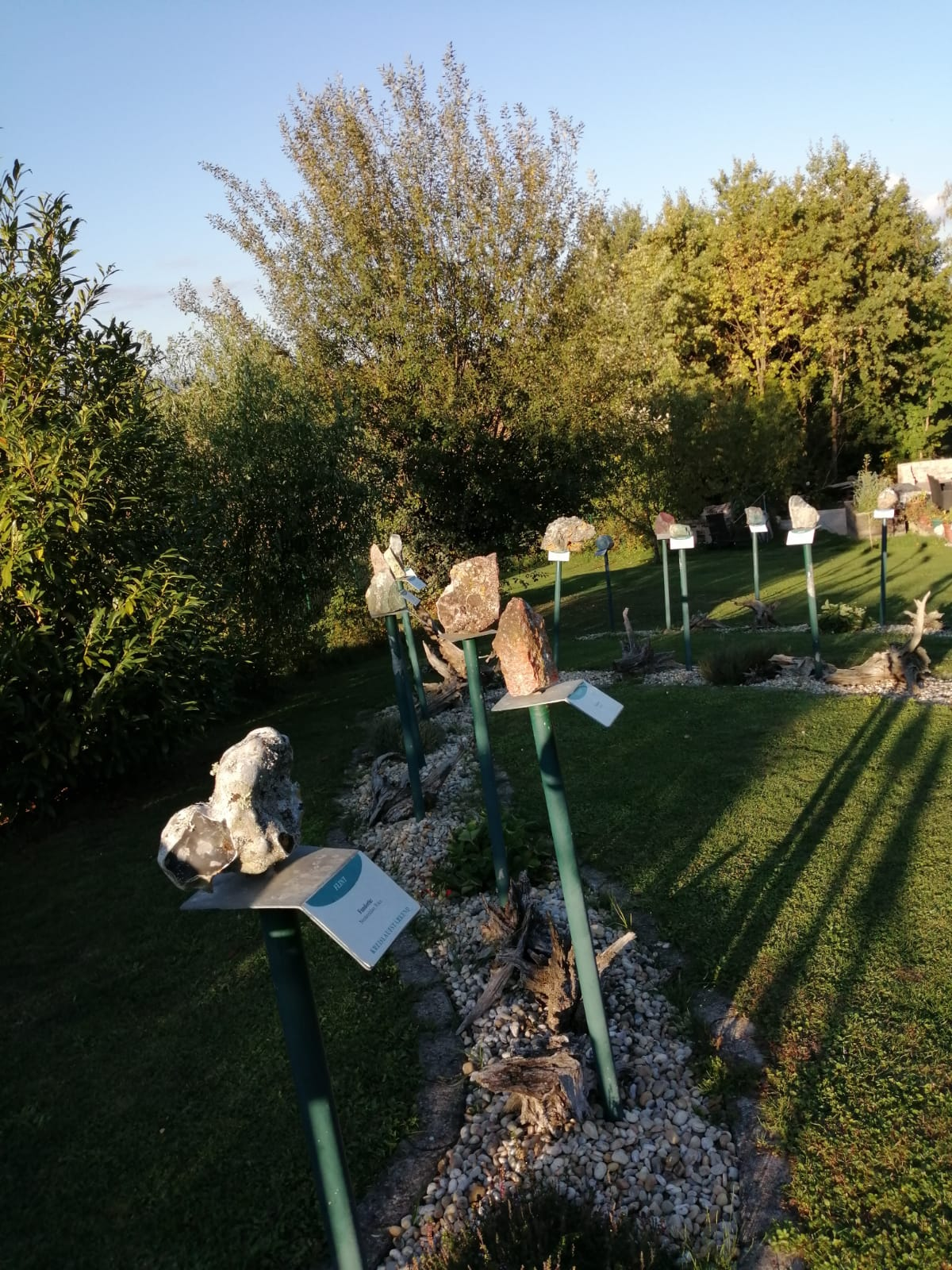
Steingarten Mischendorf
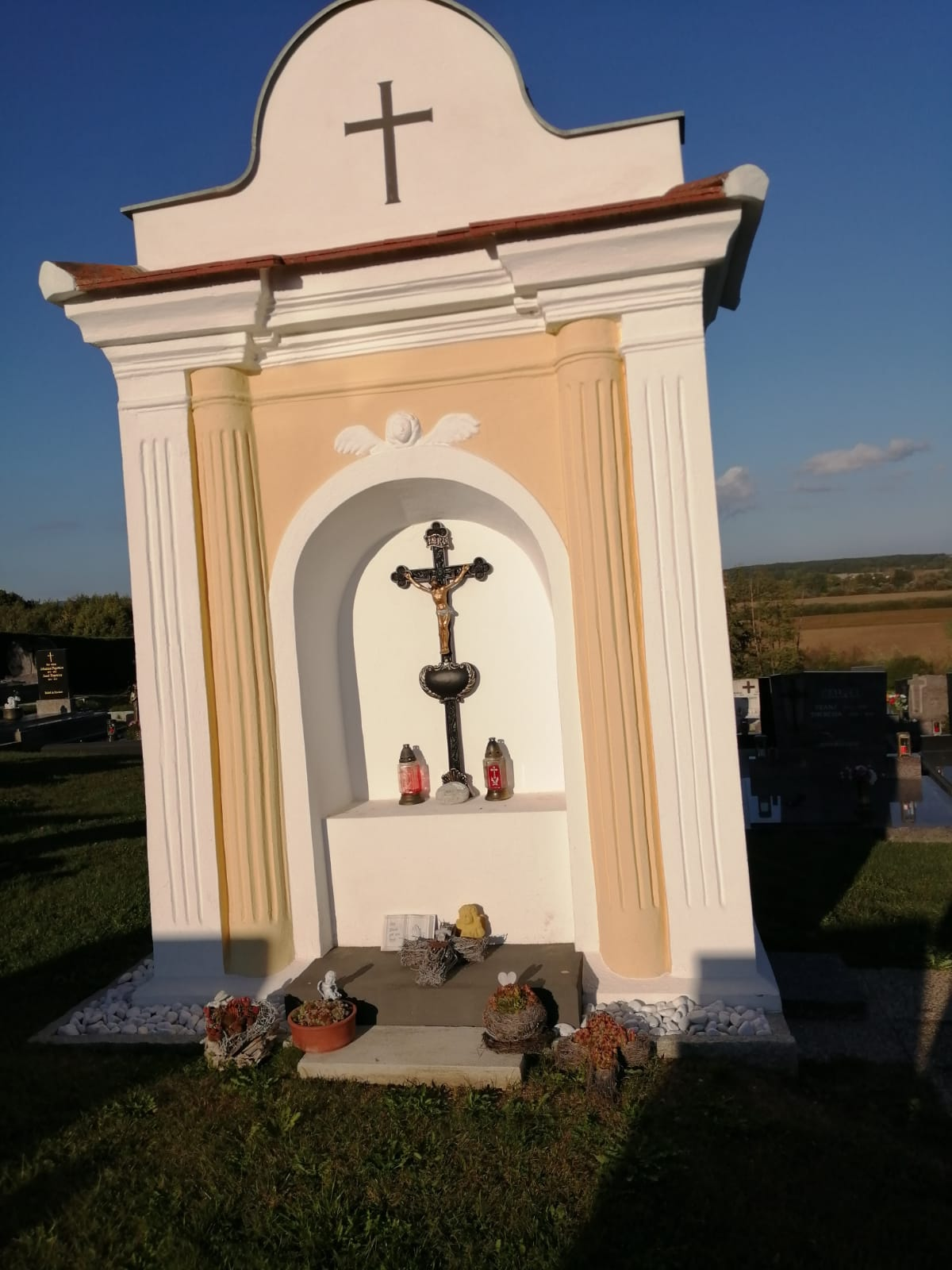
Friedhofskreuz Mischendorf
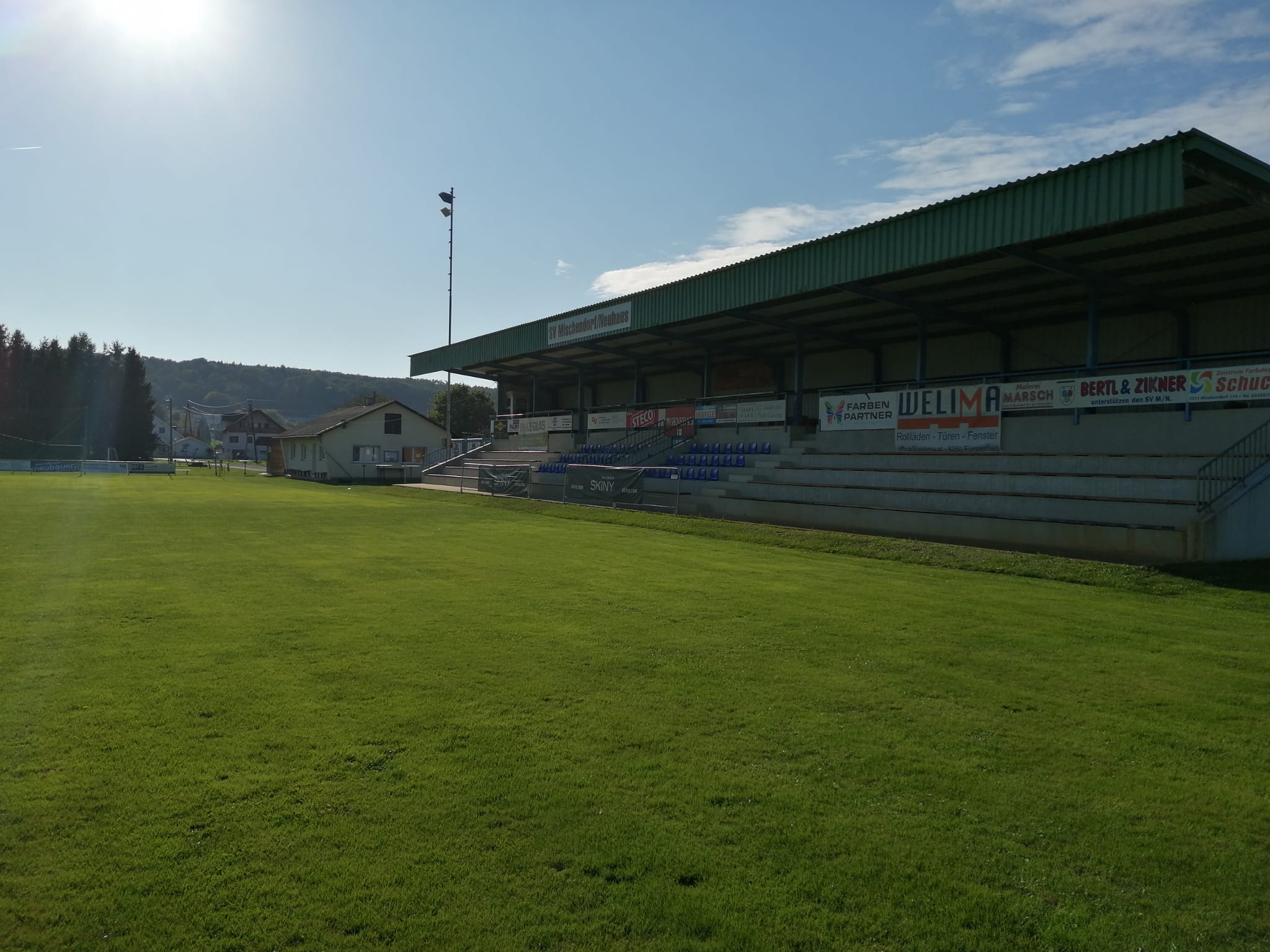
Sportplatz Mischendorf
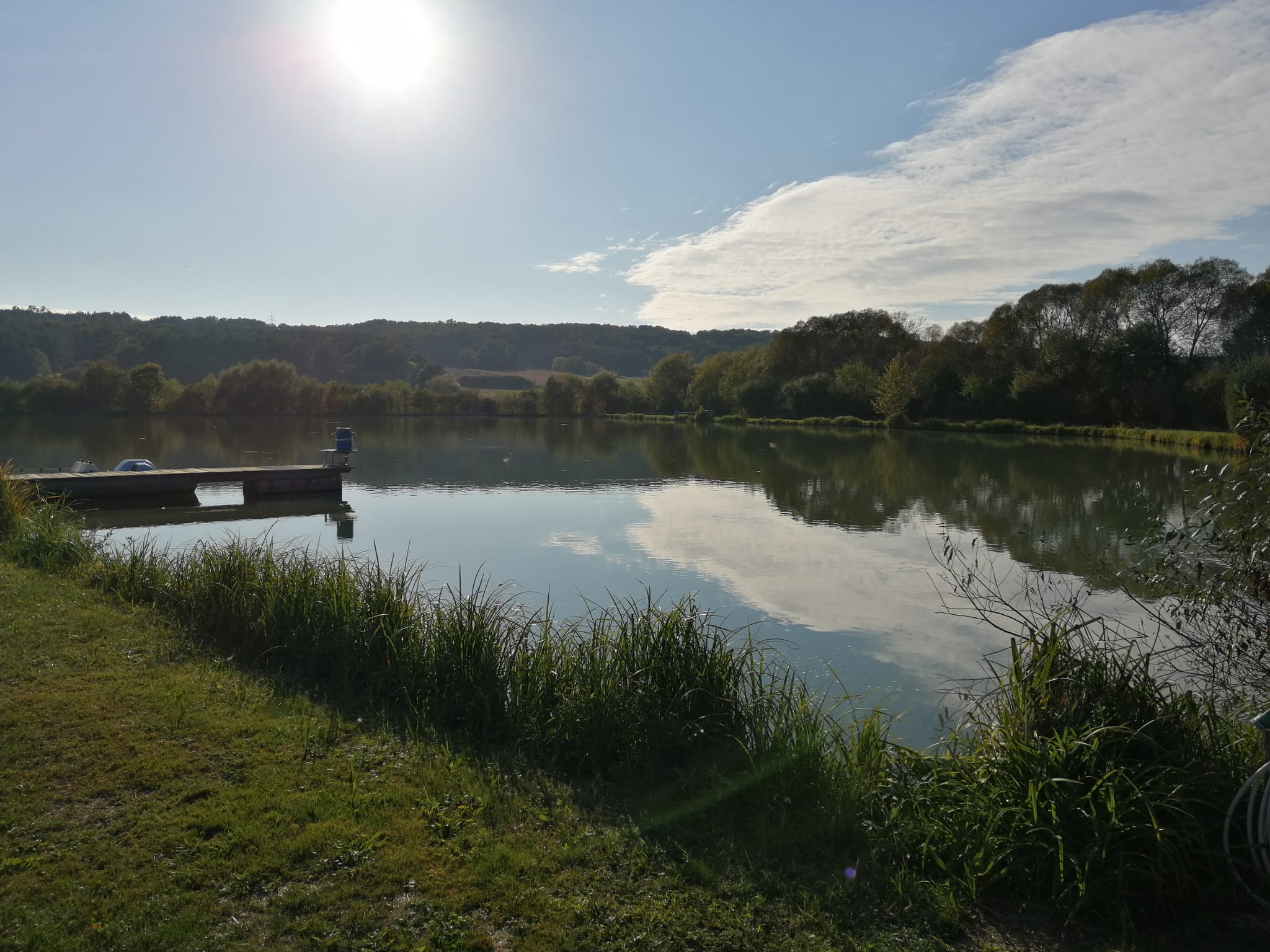
Fischteich Mischendorf

- Katholische Pfarrkirche Mischendorf hl. Ladislaus
- Katholische Kirche Neuhaus in der Wart hl. Antonius von Padua
- Filialkirche St. Laurentius in Kotezicken

## Politik

### Gemeinderat

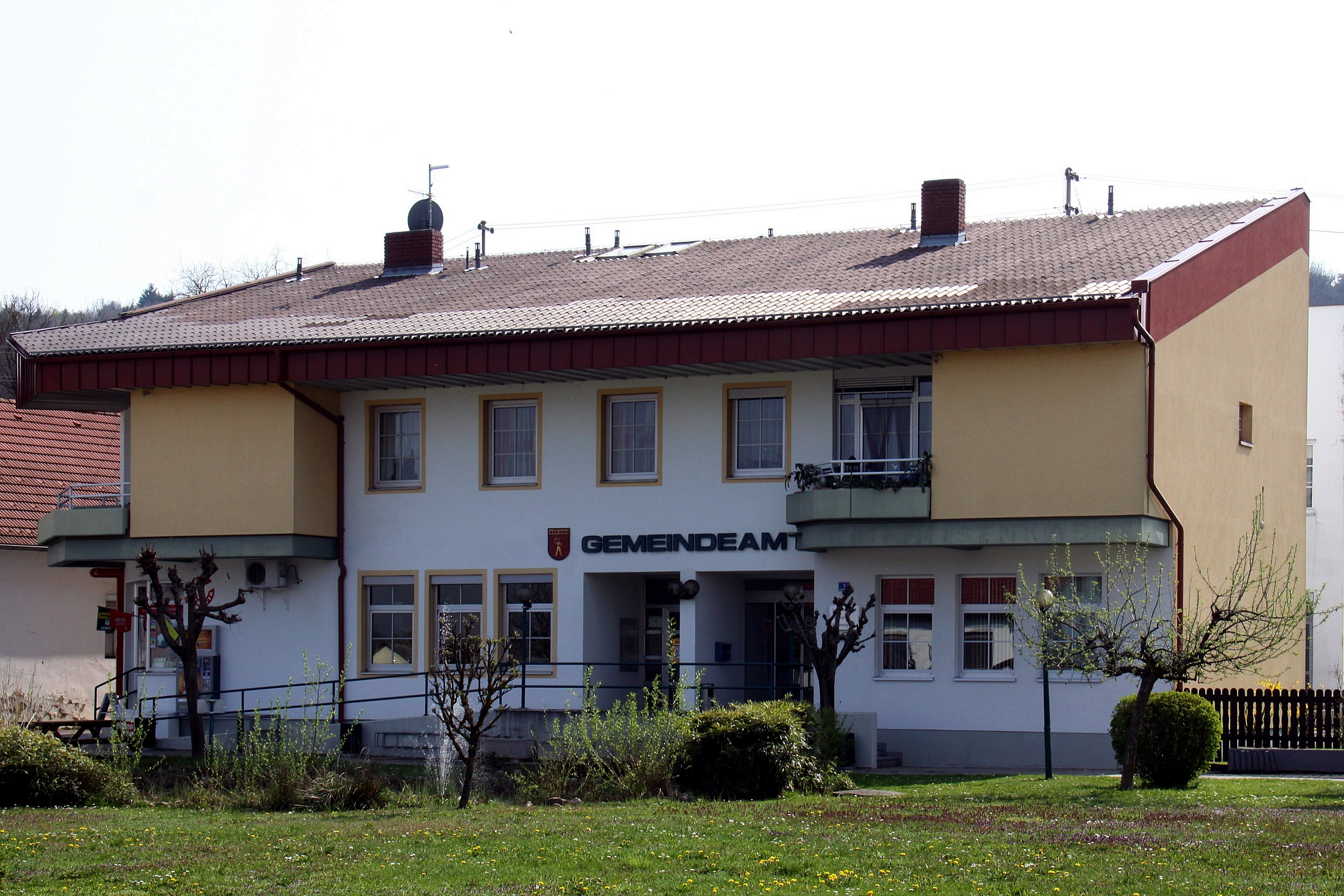
Gemeindeamt Mischendorf

Der Gemeinderat umfasst aufgrund der Anzahl der Wahlberechtigten seit 2022 nur noch 19 (davor 21) Mitglieder.
| Partei          | 2022             | 2022             | 2022             | 2017             | 2017             | 2017             | 2012             | 2012             | 2012             | 2007             | 2007             | 2007             | 2002             | 2002             | 2002             | 1997             | 1997             | 1997             |
| Partei          | Sti.             | %                | M.               | Sti.             | %                | M.               | Sti.             | %                | M.               | Sti.             | %                | M.               | Sti.             | %                | M.               | Sti.             | %                | M.               |
| --------------- | ---------------- | ---------------- | ---------------- | ---------------- | ---------------- | ---------------- | ---------------- | ---------------- | ---------------- | ---------------- | ---------------- | ---------------- | ---------------- | ---------------- | ---------------- | ---------------- | ---------------- | ---------------- |
| ÖVP             | 585              | 52,33            | 10               | 628              | 51,22            | 11               | 628              | 52,07            | 11               | 494              | 40,39            | 9                | 601              | 46,92            | 10               | 531              | 42,24            | 9                |
| SPÖ             | 533              | 47,67            | 9                | 554              | 45,19            | 10               | 542              | 44,94            | 10               | 684              | 55,93            | 12               | 654              | 51,05            | 11               | 635              | 50,52            | 11               |
| FPÖ             | nicht kandidiert | nicht kandidiert | nicht kandidiert | 44               | 3,59             | 0                | 36               | 2,99             | 0                | 45               | 3,68             | 0                | nicht kandidiert | nicht kandidiert | nicht kandidiert | 91               | 7,24             | 1                |
| Grüne           | nicht kandidiert | nicht kandidiert | nicht kandidiert | nicht kandidiert | nicht kandidiert | nicht kandidiert | nicht kandidiert | nicht kandidiert | nicht kandidiert | nicht kandidiert | nicht kandidiert | nicht kandidiert | 26               | 2,03             | 0                | nicht kandidiert | nicht kandidiert | nicht kandidiert |
| Wahlberechtigte | 1414             | 1414             | 1414             | 1546             | 1546             | 1546             | 1604             | 1604             | 1604             | 1630             | 1630             | 1630             | 1646             | 1646             | 1646             | 1626             | 1626             | 1626             |
| Wahlbeteiligung | 85,15 %          | 85,15 %          | 85,15 %          | 86,68 %          | 86,68 %          | 86,68 %          | 84,04 %          | 84,04 %          | 84,04 %          | 82,52 %          | 82,52 %          | 82,52 %          | 85,97 %          | 85,97 %          | 85,97 %          | 86,53 %          | 86,53 %          | 86,53 %          |

### Bürgermeister
Bürgermeister ist Martin Csebits (ÖVP). Nach dem altersbedingten Rücktritt Johann Wagners (SPÖ), der der Gemeinde seit 1997 vorstand, wurde Brigitte Schendl (SPÖ) am 27. Jänner 2012 vom Gemeinderat zur neuen Bürgermeisterin gewählt. Die Bürgermeisterdirektwahl am 7. Oktober 2012 verlor sie mit 43,17 % der Wähler gegen Martin Csebits mit 54,49 %. Bei der Bürgermeisterwahl am 1. Oktober 2017 gewann Csebits mit 53,96 % gegen Friedrich Sulyok (SPÖ, 46,04 %). Bei der Wahl 2022 wurde Martin Csebits mit 52,86 Prozent der Stimmen im Amt bestätigt.
Leiterin des Gemeindeamts ist Christine Schneidinger.
- 1997–2012: Johann Wagner (SPÖ)
- 2012–2012: Brigitte Schendl (SPÖ)
- seit 2012: Martin Csebits (ÖVP)

### Wappen
|  | Das Gemeindewappen wurde am 19. Juli 2004 von der Burgenländischen Landesregierung verliehen. Blasonierung: „In einem roten, oben durch einen goldenen Arkadengang mit sechs rot hinterlegten Arkadenöffnungen begrenzten Schild ein goldener Grenzwächter.“ |